# Ouverture (Hazbin Hotel)
"Ouverture", in italiano è il primo episodio della prima stagione di Hazbin Hotel. È stato presentato in anteprima su Amazon Prime Video e YouTube il 18 gennaio 2024, ed è stato scritto e diretto dalla creatrice della serie Vivienne "VivziePop" Medrano.
L'episodio è stato ben accolto e con "La radio ha ucciso la televisione" è stato il più grande debutto globale per una nuova serie animata su Prime Video, mentre le canzoni All'Inferno ci sarà felicità e L'Inferno è per sempre hanno ricevuto il plauso della critica.

## Trama
Secondo il libro della storia dell'Inferno, in origine gli angeli, creature di pura luce residenti in Paradiso, governavano il creato assicurando l'armonia. Uno di loro, Lucifero, non era visto di buon occhio dagli anziani del Paradiso a causa delle sue idee considerate sovversive; venne poi creata la Terra, il primo uomo e la prima donna, rispettivamente Adamo e Lilith. Lilith rifiutò di sottostare ad Adamo e per questo attirò l'attenzione di Lucifero per il loro ribelle spirito affine. I due si innamorarono e decisero di condividere il dono del libero arbitrio con l'umanità attraverso Eva, la nuova moglie di Adamo. Così facendo liberarono inavvertitamente il male nel mondo, al che Lucifero e Lilith furono condannati dagli angeli a essere gettati all'Inferno, per assistere solo al peggio che l'umanità avesse da offrire. Mentre Lucifero cadde in depressione, Lilith prosperò e aumentò esponenzialmente il potere dell'Inferno. Temendo un'eventuale ribellione da parte di quest'ultimo, gli angeli decisero di indire un annuale sterminio dei peccatori per evitare la sovrappopolazione dell'Inferno e mantenerlo debole. Nel presente, a una settimana dall'episodio pilota della serie e dall'ultimo sterminio, Charlie, principessa dell'Infero e figlia di Lucifero e Lilith, sta mandando avanti il sogno di sua madre (con cui non si parla da sette anni) aprendo l'Hazbin Hotel, luogo dove idealmente i peccatori possono redimersi per ascendere al Paradiso e trovare una soluzione più pacifica alla sovrappopolazione. 
Charlie viene incaricata da Lucifero di prendere il suo posto a un incontro con l'ambasciata del Paradiso, quindi lei ci va fiduciosa di poter approfittarne per parlare con gli angeli dell'Hazbin Hotel (All'Inferno ci sarà felicità); nel mentre, la sua fidanzata Vaggie cerca di girare uno spot efficace con cui pubblicizzare l'albergo insieme all'ospite Angel Dust e al personale Alastor, Niffty e Husk.
Charlie si incontra con Adamo (il primo uomo) e la sua seconda in comando Lute, i quali sono a capo delle legioni angeliche che ogni anno sterminano i peccatori. La principessa cerca di parlare loro della sua iniziativa, ma viene ignorata e derisa e Adamo la informa che il successivo massacro verrà anticipato di sei mesi. (L'Inferno è per sempre)
Charlie torna all'Hotel dove lei e lo staff stanno per assistere al nuovo spot pubblicitario dell'Hotel, che però viene interrotto dalla notizia resa pubblica dell'anticipo dello sterminio. Si scopre che Lute e Adamo hanno trovato un angelo sterminatore ucciso, evento mai avvenuto prima d'ora, quindi intendono vendicarsi anticipando lo sterminio e massacrando chiunque possa rappresentare una minaccia per gli angeli.

## Produzione e rilascio
L'animazione è stata prodotta da SpindleHorse Toons, con Bento Box Entertainment. Un teaser di "Ouverture" è stato rilasciato il 21 dicembre 2021, con la prima canzone dell'episodio, "All'inferno ci sarà felicità", distribuito come ulteriore teaser il 14 ottobre 2023. Dopo l'uscita dell'episodio il 18 gennaio 2024, la doppiatrice in lingua inglese di Charlie, Erika Henningsen, ha espresso interesse per la canzone utilizzata in un futuro adattamento teatrale della serie.
Distribuito su Amazon Prime Video contemporaneamente a "La radio ha ucciso la televisione", l'episodio ha segnato il più grande debutto globale per una nuova serie animata sul servizio di streaming, in uscita anche su YouTube lo stesso giorno per una versione limitata. Una versione cantata insieme della seconda canzone dell'episodio, "L'inferno è per Sempre", è stata distribuita su YouTube da Amazon Prime Video per promuovere la serie il 20 gennaio 2024.

## Accoglienza
The Geeky Waffle ha definito "Ouverture" "una bellissima sequenza di apertura per Hazbin Hotel", complimentandosi con i "personaggi antipatici e ben scritti" di Adamo e Lute, e il songwriting di Sam Haft e Andrew Underberg come "sbalorditivo". That Shelf ha criticato la "mancanza di esperienza professionale" di Medrano nel dirigere l'episodio, paragonandolo a "Tumblr fan fiction [con] contemporaneamente un'esposizione di fondo troppo forzata che stabilisce una tradizione profonda, e non c'è una spiegazione di base sufficiente su chi sono i personaggi e perché sono lì". MovieWeb al contrario si è complimentato con i suoi scritti definendoli "ovviamente eretici per i cristiani fondamentalisti [ma] strani al massimo". The Review Geek ha definito l'episodio "rozzo, divertente e infinitamente creativo", complimentandosi con la musica definendola "una delizia", pur criticando la mancanza di "cuore" rispetto all'episodio pilota e all'altra serie animata di Medrano, Helluva Boss. Medium ha definito l'episodio "solido, divertente ed efficiente" con una scrittura "leggera e disinvolta" e una commedia e una caratterizzazione "squisite", lodando le performance vocali del cast di personaggi prima di concludere definendo la première "un primo episodio divertente e ben assemblato [che] mantiene il pubblico impegnato e racchiude alcuni grandi numeri musicali". Seriangelo ha elogiato la "veste accattivante di arroganti guerrafondai" in Adamo e Lute, la cui canzone "premia la caratterizzazione dei personaggi e l'ambientazione". Recensendo le canzoni della puntata , Screen Rant ha definito "All'inferno ci sarà felicità" "un po' vivace [ma] troppo sparata", ma lodando invece "L'inferno è per Sempre" come "una canzone da cattivo che funziona bene per lo spettacolo", classificandola come la terza miglior canzone della serie.